# Sebastiaan Rothmann
Sebastiaan Rothmann (ur. 13 sierpnia 1974 w Tel Awiwie) – południowoafrykański bokser pochodzenia izraelskiego. Rothmann jest byłym mistrzem świata WBU oraz IBO w wadze ciężkiej

## Kariera zawodowa
Na zawodowych ringach zadebiutował 12 lutego 1997, ulegając na punkty w czterorundowym pojedynku z Melusim Khozą. 16 maja 1999 po pokonaniu Earla Moraisa zdobył tytuł mistrza Republiki południowej Afryki w wadze junior ciężkiej, a 24 września 1999 pokonał przez TKO w ósmej rundzie Roba Nortona, zdobywając mistrzostwo świata mało znaczącej federacji WBU. 26 października 2002 zmierzył się z Anthonym Bigenim, pokonując go przez techniczny nokaut w piątej rundzie i zdobywając wakujący pas federacji IBO, który stracił w drugiej obronie 6 lutego 2004, ulegając Carlowi Thompsonowi przez TKO 9. 22 maja 2004 przegrał decyzją większości z przyszłym mistrzem w wadze junior ciężkiej federacji IBF Steve'em Cunninghamem. 26 sierpnia 2006 stanął przed szansą zdobycia pasa IBF w wadze junior ciężkiej w pojedynku z O’Neilem Bellem, przez którego został znokautowany w jedenastej rundzie.